# Canton de Marolles-les-Braults
Le canton de Marolles-les-Braults est une ancienne division administrative française située dans le département de la Sarthe et la région Pays de la Loire.

## Géographie
Ce canton était organisé autour de Marolles-les-Braults dans l'arrondissement de Mamers. Son altitude variait de 53 m (Congé-sur-Orne) à 159 m (Courgains) pour une altitude moyenne de 87 m.

## Représentation

### Conseillers généraux de 1833 à 2015
| Période | Période      | Identité                                             | Étiquette             | Qualité                                                                                 |
| ------- | ------------ | ---------------------------------------------------- | --------------------- | --------------------------------------------------------------------------------------- |
| 1833    | 1848         | Pierre Michel Alexandre Grimault                     |                       | Substitut du procureur du roi au Mans, maire de Marolles-les-Braults (1828-1848)        |
| 1848    | 1870         | Théodore Grimault                                    | Monarchiste           | Conseiller à la cour d'appel d'Angers, président du conseil général, député (1849-1851) |
| 1870    | 1892         | Henri-Achille Chardon                                | Droite                | Propriétaire, maire de Marolles-les-Braults (1887-1907)                                 |
| 1892    | 1898 (décès) | Comte Arthur Claret de Fleurieu                      | Droite                | Maire de Dangeul                                                                        |
| 1899    | 1910         | Vicomte Raoul Gouhier de Charencey                   | Conservateur          | Maire de Nauvay (1878-1922), conseiller d'arrondissement                                |
| 1910    | 1919         | Léon Leprince                                        | Rad.                  | Négociant à Marolles-les-Braults                                                        |
| 1919    | 1940         | Roger Claret de Fleurieu (fils d'Arthur de Fleurieu) | Conservateur          | Maire de Dangeul, nommé conseiller départemental en 1943                                |
|         |              |                                                      |                       |                                                                                         |
| 1945    | 1955         | Auguste Dreux                                        | DVD-RPF puis RS       | Maire de Marolles-les-Braults (1947-1956)                                               |
| 1955    | 1973         | Maurice Royer                                        | RI                    |                                                                                         |
| 1973    | 2004         | Pierre Gascher                                       | DVD puis RPR puis DVD | Professeur, député (1978-1986 et 1993-1997), maire de Marolles-les-Braults (1971-2001)  |
| 2004    | 2015         | Nicole Agasse                                        | UMP                   | Maire de Marolles-les-Braults (2001-2014)                                               |

Le canton participe à l'élection du député de la cinquième circonscription de la Sarthe.

### Conseillers d'arrondissement (de 1833 à 1940)
| Période                                  | Période          | Identité                           | Étiquette    | Qualité |
| ---------------------------------------- | ---------------- | ---------------------------------- | ------------ | --- |
| 1833                                     |                  | M. Mohain                          |              | Chef de bataillon de la Garde nationale, propriétaire à Marolles-les-Braults                                |
|                                          |                  |                                    |              | |
|                                          | 1885 (décès)     | Théodore Jean Massot (1809-1885)   |              | Médecin, maire de Marolles-les-Braults                                                                      |
|                                          |                  |                                    |              | |
|                                          | 1899 (démission) | Vicomte Raoul Gouhier de Charencey | Conservateur | Maire de Nauvay (1878-1922)                                                                                 |
| 30 avr. 1899                             |                  |                                    |              | |
|                                          |                  |                                    |              | |
|                                          | 1931             | Auguste Dreux                      | URD          | Propriétaire à Marolles-les-Braults                                                                         |
| 1931                                     | 1940             | Auguste Poisson                    | Rad.         | Négociant à Marolles-les-Braults                                                                            |
| 1940                                     |                  |                                    |              | Les conseils d'arrondissement ont été suspendus par la loi du 12 octobre 1940 et n'ont jamais été réactivés |
| Les données manquantes sont à compléter. |                  |                                    |              | |

## Composition

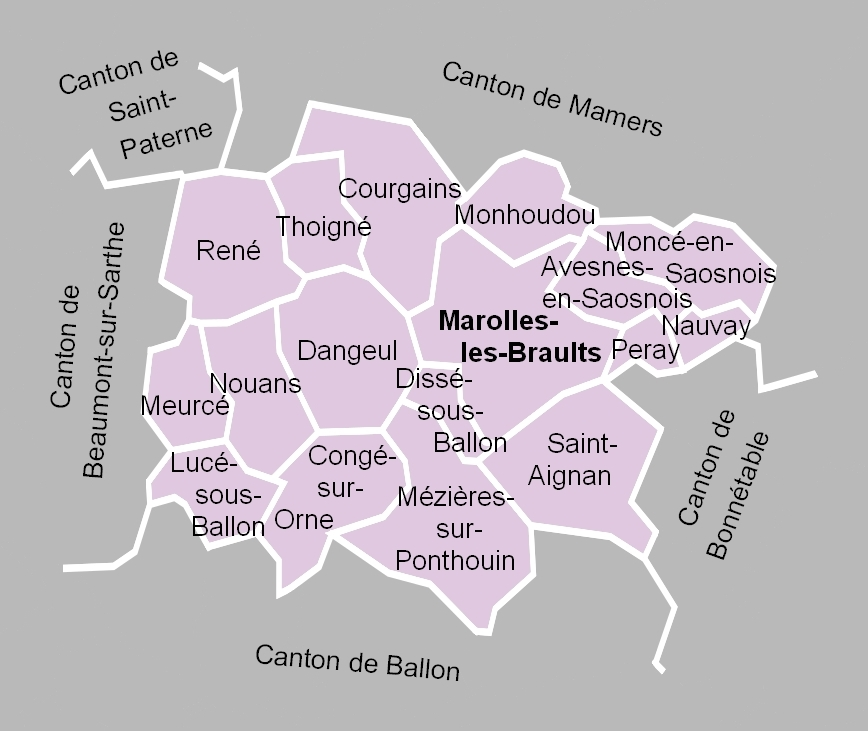
La carte des communes du canton. Les cantons limitrophes étaient ceux de Saint-Paterne, de Mamers, de Bonnétable, de Ballon et de Beaumont-sur-Sarthe.

Le canton de Marolles-les-Braults comptait 6 491 habitants en 2012 (population municipale) regroupait dix-sept communes :
- Avesnes-en-Saosnois ;
- Congé-sur-Orne ;
- Courgains ;
- Dangeul ;
- Dissé-sous-Ballon ;
- Lucé-sous-Ballon ;
- Marolles-les-Braults ;
- Meurcé ;
- Mézières-sur-Ponthouin ;
- Moncé-en-Saosnois ;
- Monhoudou ;
- Nauvay ;
- Nouans ;
- Peray ;
- René ;
- Saint-Aignan ;
- Thoigné.

À la suite du redécoupage des cantons pour 2015, toutes les communes sont rattachées au canton de Mamers.

### Anciennes communes
L'ancienne commune de Ponthouin, absorbée en 1964 par Mézières-sous-Ballon, qui prend en 1965 le nom de Mézières-sur-Ponthouin, était la seule commune supprimée depuis la création des communes sous la Révolution incluse dans le territoire du canton de Marolles-les-Braults.

## Démographie
| 1962  | 1968  | 1975  | 1982  | 1990  | 1999  | 2006  | 2011  | 2012  |
| ----- | ----- | ----- | ----- | ----- | ----- | ----- | ----- | ----- |
| 7 810 | 7 259 | 6 139 | 5 739 | 5 645 | 6 008 | 6 425 | 6 509 | 6 491 |